# 皮爾 (阿肯色州)
皮爾（英語：Peel）是位於美國阿肯色州馬里昂縣的一個非建制地區。該地的面積和人口皆未知。

## 地理
皮爾的座標為36°25′56″N 92°46′08″W / 36.43222°N 92.76889°W，而該地的平均海拔高度為286米（即938英尺）。